# Беломестнова, Ольга Егоровна
Ольга Егоровна Беломестнова, в девичестве — Милаева (2 июня 1921 года, Батуми — 6 июля 2018 года, Геленджик, Краснодарский край) — рабочая Урекского совхоза Министерства сельcкого хозяйства СССР, Махарадзевский район, Грузинская ССР. Герой Социалистического Труда (1949).

## Биография
Родилась в 1921 году в Батуми. Позднее переехала в Махарадзевский район (сегодня — Озургетский муниципалитет), где трудилась рабочей в Урекском совхозе Махарадзевского района с центром в селе Уреки.
В 1948 году собрала в среднем с каждого дерева по 1205 мандарина с 425 плодоносящих мандариновых деревьев. Указом Президиума Верховного Совета СССР от 5 июля 1949 года удостоена звания Героя Социалистического Труда за «получение высоких урожаев сортового зелёного чайного листа и цитрусовых плодов в 1948 году» с вручением ордена Ленина и золотой медали «Серп и Молот».
Этим же Указом званием Героя Социалистического Труда были награждены директор совхоза Алфесий Семёнович Трапаидзе, главный агроном Вениамин Ивлианович Тодрия, заведующий отделением Илья Васильевич Маглакелидзе, бригадир Фёдор Григорьевич Анчербак, Кирилл Семёнович Мазурик, Ольга Кирилловна Мазурик, Меланья Артёмовна Радченко, Зинаида Васильевна Ряшенцева, Мария Яковлевна Колыбельникова, Ольга Фёдоровна Пашкова, Хайрула Силеевич Хайбрахимов. 
В последующем переехала в Лабинск и в 1970-е годы — в Геленджик. Умерла в июле 2018 года.